# Copa do Mundo VIVA
A Copa do Mundo VIVA (em inglês: VIVA World Cup) foi um torneio internacional de futebol organizado pela NF-Board, uma associação guarda-chuva para equipes não afiliadas à FIFA, realizada entre 2006 e 2012. Foi sucedida pela Copa do Mundo ConIFA, que foi realizada pela primeira vez em 2014.

## Controvérsia
Inicialmente, o Chipre do Norte foi escolhido para sediar o torneio, esboçado para 16 times, mas uma disputa entre a NF-Board e a recém-constituída KTFF (Associação de Futebol do Chipre do Norte) fez com que o torneio fosse transferido para a Occitânia. Tal fato deveu-se a uma reivindicação da NF-Board para que o governo de Chipre do Norte insistisse na restrição de quais nações poderiam e não poderiam participar. A KTFF, entretanto, reivindicou que a NF-Board fez exigências financeiras injustificáveis. Em resposta, a KTFF anunciou que realizaria seu próprio torneio, batizado de ELF Cup. O torneio foi realizado simultaneamente à Copa do Mundo organizada pela NF-Board.

## Troféu
O troféu da Copa do Mundo VIVA foi desenhado pelo escultor francês Gérard Pigault e será nomeado Troféu Nelson Mandela em honra ao presidente sul-africano.

## Títulos

### Por seleções
| Seleção         | Títulos              | Vice           | Terceiro       | Quarto         |
| --------------- | -------------------- | -------------- | -------------- | -------------- |
| Padânia         | 3 (2008, 2009, 2010) | -              | -              | -              |
| Curdistão       | 1 (2012)             | 2 (2009, 2010) | -              | 1 (2008)       |
| Lapônia         | 1 (2006)             | -              | 2 (2008, 2009) | -              |
| Chipre do Norte | -                    | 1 (2012)       | -              | -              |
| Arameus         | -                    | 1 (2008)       | -              | -              |
| Mônaco          | -                    | 1 (2006)       | -              | -              |
| Occitânia       | -                    | -              | 2 (2006, 2010) | -              |
| Zanzibar        | -                    | -              | 1 (2012)       | -              |
| Duas Sicílias   | -                    | -              | -              | 1 (2010)       |
| Provença        | -                    | -              | -              | 2 (2009, 2012) |
| Camarões do Sul | -                    | -              | -              | 1 (2006)       |

## Participantes
Legenda
- 1º – Campeão
- 2º - Vice
- 3º - Terceiro Lugar
- 4º - Quarto Lugar
- – País Sede

| País            | 2006 (4) | 2008 (5) | 2009 (6) | 2010 (6) | 2012 (9) | Total |
| --------------- | -------- | -------- | -------- | -------- | -------- | ----- |
| Arameus         |          | 2º       |          |          |          | 1     |
| Camarões do Sul | 4º       |          |          |          |          | 1     |
| Chipre do Norte |          |          |          |          | 2º       | 1     |
| Curdistão       |          | 4º       | 2º       | 2º       | 1º       | 4     |
| Darfur          |          |          |          |          | 9º       | 1     |
| Duas Sicílias   |          |          |          | 4º       |          | 1     |
| Gozo            |          |          | 6º       | 5º       |          | 2     |
| Lapônia         | 1º       | 3º       | 3º       |          |          | 3     |
| Mônaco          | 2º       |          |          |          |          | 1     |
| Occitânia       | 3º       |          | 5º       | 3º       | 5º       | 4     |
| Padânia         |          | 1º       | 1º       | 1º       |          | 3     |
| Provença        |          | 5º       | 4º       | 6º       | 4º       | 4     |
| Récia           |          |          |          |          | 8º       | 1     |
| Saara Ocidental |          |          |          |          | 6º       | 1     |
| Tamil Eelam     |          |          |          |          | 7º       | 1     |
| Zanzibar        |          |          |          |          | 3º       | 1     |

## Artilheiros
| Ano  | Artilheiro                            | Gols |
| ---- | ------------------------------------- | ---- |
| 2006 | Eirik Lamøy Tom Høgli Steffen Nystrøm | 6    |
| 2008 | Stefano Salandra Giordan Ligarotti    | 4    |
| 2009 | Svein Thomassen Enais Hammoud         | 5    |
| 2010 | Haider Qaraman                        | 5    |
| 2012 | Khamis Mcha Khamis                    | 7    |